# Hollywood Italian Lifestyle 3D
Hollywood Italian Lifestyle 3D è un film documentario del 2015 diretto da Jordan River e incentrato sugli italiani che vivono e lavorano a Hollywood.

## Produzione
Il film è girato in 3D nativo. Le riprese sono state effettuate a Los Angeles e a Roma.